# Louis H. Pollak

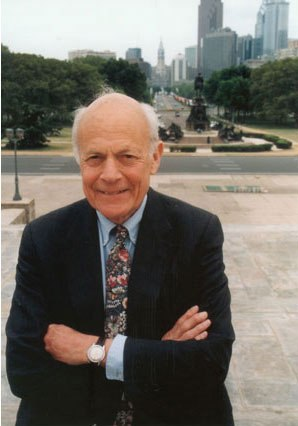
Louis H. Pollak

Louis Heilprin Pollak, född 7 december 1922 i New York, död 8 maj 2012 i Philadelphia, var en amerikansk distriktsdomare i Förenta staternas tingsrätt för det östra distriktet Pennsylvania. Han tjänstgjorde på fakulteten för Yale Law School och var dekan mellan 1965 och 1970, tjänstgjorde vid fakulteten vid University of Pennsylvania Law School och var dekan från 1974 till 1978.

## Utbildning och karriär
Pollak, som föddes i New York, avlade kandidatexamen vid Harvard University 1943 och juristexamen vid Yale Law School 1948. Efter att ha slutfört sina grundutbildningar vid Harvard gick Pollak in i USA:s armé 1943 under andra världskriget och tjänstgjorde där till 1946. Kriget slutade dock innan han skulle utplaceras utanför USA. Pollak tjänstgjorde efter juridikexamen som rättssekreterare för domare Wiley Rutledge i Förenta staternas högsta domstol. 1951 arbetade Pollak sedan vid den advokatbyrån som nu känd som Paul, Weiss, Rifkind, Wharton & Garrison. Han tjänstgjorde sedan i USA:s utrikesdepartement som specialassistent fram till 1953. År 1955 gick Pollak in i fakulteten för Yale Law School där han skulle stanna kvar till 1974. Han fungerade som dekan från 1965 till 1970. 
År 1974 flyttade han till University of Pennsylvania Law School och blev dekan det följande året. År 1978 lämnade han universitetet. Fram till sin död var Pollak biträdande medlem av Penn Law-fakulteten och undervisade regelbundet. 

## Federal domstolstjänst
Pollak nominerades av president Jimmy Carter den 7 juni 1978 till domare i Förenta staternas tingsrätt för det östra distriktet Pennsylvania efter A. Leon Higginbotham Jr. Han bekräftades av Förenta staternas senat den 10 juli 1978 och fick sitt uppdrag den 12 juli 1978. Han avled den 8 maj 2012 i West Mount Airy-området i Philadelphia, Pennsylvania.